# Acalypha tenuiramea
Acalypha tenuiramea é uma espécie de flor do gênero Acalypha, pertencente à família Euphorbiaceae.